# Viatxeslav Xevtxuk
Viatxeslav Xevtxuk (Lutsk, Unió Soviètica, 13 de maig de 1979) és un futbolista ucraïnès. Juga de defensa i el seu equip actual és el FC Xakhtar Donetsk.

## Biografia
Vyacheslav Shevchuk, que actua com a defensa per la banda esquerra va començar la seva carrera futbolística en les categories inferiors del FC Podillya Khmelnytskyi. El 1996 debuta amb la primera plantilla del club. Aquesta temporada l'equip descendeix de categoria en quedar en la posició 22a de la Persha Liha.
A l'any següent fitxa pel PFK Metalurg Zaporizhia.
La temporada 2000-01 milita en el FC Xakhtar Donetsk, on aconsegueix guanyar un títol, la Copa d'Ucraïna.
El 2002 fitxa pel Metalurg Donetsk, encara que solament va estar mig any, ja que davant la falta d'oportunitats de jugar va decidir anar-se'n al Shinnik Yaroslavl.
La temporada 2004-05 milita en el FC Dnipro Dnipropetrovsk.
En finalitzar aquesta campanya torna a fitxar pel FC Xakhtar Donetsk. Amb aquest equip aconsegueix diversos títols: dos Lligues, una Copa i una Supercopa d'Ucraïna.

## Internacional
Va participar amb les divisions inferiors del seu país. Va disputar 19 partits amb la selecció sub-21, en la qual va arribar a ser el capità.
Ha estat internacional amb la selecció de futbol d'Ucraïna en 14 ocasions. El seu debut amb la samarreta nacional es va produir l'11 de juny de 2003 en un partit contra Grècia (0-1).

## Clubs
| Club                     | País    | Any       |
| ------------------------ | ------- | --------- |
| FC Podillya Khmelnytskyi | Ucraïna | 1996-1997 |
| PFK Metalurg Zaporizhia  | Ucraïna | 1997-2000 |
| FC Xakhtar Donetsk       | Ucraïna | 2000-2001 |
| Metalurg Donetsk         | Ucraïna | 2002      |
| FC Shinnik Yaroslavl     | Ucraïna | 2002-2004 |
| FC Dnipro Dnipropetrovsk | Ucraïna | 2004-2005 |
| FC Xakhtar Donetsk       | Ucraïna | 2005-     |

## Títols

### FC Xakhtar Donetsk
- 2 Lligues d'Ucraïna (2006 i 2008)
- 2 Copes d'Ucraïna (2001 i 2008)
- 1 Supercopa d'Ucraïna (2008)
- 1 Copa La Manga (2007)